# Nárameč
Nárameč (en allemand : Narametsch) est une commune du district de Třebíč, dans la région de Vysočina, en République tchèque. Sa population s'élevait à 348 habitants en 2024.

## Géographie
Nárameč se trouve à 8,7 km au nord-est de Třebíč, à 31,5 km à l'est-sud-est de Jihlava et à 145 km au sud-est de Prague.
La commune est limitée par Hodov au nord, par Budišov au nord-est et à l'est, par Valdíkov au sud, et par Trnava et Rudíkov à l'ouest.

## Histoire
La première mention écrite de la localité date de 1104.

## Transports
Par la route, Nárameč se trouve à 12 km de Třebíč, à 42,5 km de Jihlava et à 166 km de Prague.